# Peter Flinsch
Peter Flinsch (Leipzig, 22 de abril de 1920-Montreal, 30 de marzo de 2010) fue un pintor y diseñador germanocanadiense. Fue conocido como el diseñador de estudio de la televisión francófona Canadian Broadcasting Corporation.

## Vida
Flinsch era nieto del crítico de arte Ulrich Thieme.
Durante el gobierno del partido nazi, Flinsch perteneció a las Juventudes Hitlerianas y participó durante la II Guerra Mundial en un cañón antiaéreo de la fuerza aérea. Después de que le observaran en 1942, tras una fiesta de Navidad, besando a otro hombre, fue denunciado por el artículo 175. Como castigo, se le envió a una tropa antiminas, donde enfermó de malaria.
Tras finalizar la Guerra, Flinsch comenzó en 1945 a trabajar como pintor de escenografía en Leipzig y Berlín, para pasar posteriormente a trabajar como diseñador de interiores para la sede de Air France en Múnich.
En 1953 emigró a Vancouver, donde se reunió de nuevo con su compañero sentimental y amigo Heino Heiden, en la época, director artístico y coreógrafo del Vancouver Ballet Company. Flinsch se asentó en Montreal, para trabajar en Radio Canada, para la que trabajó 30 años.
Flinsch ganó en 1981 el premio Anik por el mejor diseño de televisión para el programa L’Espion aux yeux verts. Tras su jubilación de Radio Canada en 1985, comenzó a exponer su propia obra, principalmente dibujos, pintura y escultura.